# Charqueada (São Paulo)
Charqueada es un municipio brasilero del estado de São Paulo. Se localiza a una latitud 22º30'35" sur y a una longitud 47º46'41" oeste, estando a una altitud de 610 metros. Su población estimada en 2010 era de 15 085 habitantes.
Posee un área de 175,998 km².

## Historia
En 1.859, las tierras, donde probablemente está localizado el municipio pertenecían al Sr. Luís Antonio de Souza Barros, que también era propietario de una colonia denominada San Lourenço. En 1.901, fue construida e instalada la primera escuela Primaria Municipal, por el Sr. Antonio Furlan, que También pagaba los vencimentos de la profesora. En 1.905, el 27 septiembre, fue creado el Distrito Policial y, en 1.907, la Parroquia. Los terrenos necesarios para la construcción de la iglesia principal y del cementerio fueron donados por José Ferreira de Carvalho. (información del sitio: http://www.charqueada.sp.gov.br)

## Geografía
Vegetación
Según el Instituto Forestal de São Paulo podemos encontrar en el municipio de Charqueada las siguientes formas vegetativas:
- Capoeira
- Bosque
- Eucaliptus
- Pinus
- Formaciones arbóreas con áreas menores que la unidad mínima de clasificación temática.
CLIMA
Clima: Tropical con dos estaciones bien definidas.
Temperatura Media: Mínimas de 08 °C y máximas de 36 °C de temperatura.
Precipitación Pluviométrica: aproximadamente 1500 mm/ año
El municipio presenta un período lluvioso en los primeros y últimos meses del año, y un período sensiblemente más seco en los demás meses. La posición y altitud de la Sierra de Itaqueri constituyen importantes factores que modifican las características del clima del municipio. 

### Hidrografía
- Río Agua Blanca
- Río Corumbataí

El área del municipio de Charqueada está localizada en la Cuenca del Río Piracicaba.
La región de la Cuenca del Río Piracicaba forma parte del Comité de las Cuencas Hidrográficas de los Ríos Piracicaba, Capivari y Jundiaí CBH-PCJ que fue creado por la Ley nº 7663, del 30 de diciembre de 1991, siendo órgano colegiado, consultivo y deliberante, de nivel regional y estratégico del Sistema Integrado de Gestión de Recursos Hídricos - SIGRH, con actuación en las Cuencas de los Ríos Piracicaba, Capivari y Jundiaí.

### Carreteras
- SP-191
- SP-308

## Administración
- Prefecto: Romeu A. Verdi(2008/2012)
- Viceprefecto: wilson Tietz (2008/2012)

## Religión
El Cristianismo está presente en la ciudad de la siguiente manera:

### Iglesia Católica
La iglesia católica del municipio forma parte de la Diócesis de Piracicaba.

### Iglesia Protestante
En la ciudad están presentes las más diversas creencias evangélicas, principalmente pentecostales, incluidas las Asambleas de Dios de Brasil (la iglesia evangélica más grande del país), Congregación Cristiana, entre otras. Estas denominaciones están creciendo cada vez más en todo Brasil.